# Petro Vasziljovics Balabujev
Petro Vasziljovics Balabujev (ukránul: Петро Васильович Балабуєв; Valujszk, 1931. április 23. – Kijev, 2007. április 17.) ukrán repülőmérnök, repülőgéptervező, 1984-től 2005 májusáig a kijevi Antonov Tervezőiroda vezetője volt.
A Luhanszki területen született. 1954-ben végzett a Harkovi Repülési Egyetemen. 1954 áprilisától kezdett el tervezőmérnökként dolgozni az Antonov Tervezőirodánál. 1956-tól üzemvezető, 1959-től az összeszerelő üzem vezetője volt. 1960-ban vezető tervezővé nevezték ki, egyúttal a gyártást felügyelte. 1961–1965 között főkonstruktőr-helyettesként a tervezőiroda Taskenti Repülőgépgyárban működő irodájának a vezetője volt. 1965-től a tervezőiroda kísérleti üzemének vezetőjévé nevezték ki, majd 1971-től főkonstruktőr, és a tervezőirodas vezetőjének, Oleg Antonovnak a helyettese volt. Antonov 1984-es halála után kinevezték az Antonov Tervezőiroda vezetőjévé. Ezt a posztot 2005-ös nyugdíjazásáig töltötte be.
Vezetésével folyt az An–22, An–72, An–74, An–32, An–28, An–124 és An–225 szállító repülőgépek tervezése és fejlesztése. Az utolsó gépek, amelyek tervezésében részt vett, az An–140, az An–38 és az An–70 voltak.

## Külső hivatkozások
- Életrajza az Ukrán Nemzeti Könyvtár honlapján (ukránul)
- Az ANTK Antonov honlapja (angolul és oroszul)